# 다르멘드라
다르멘드라(Dharmendra, 1935년 12월 8일 ~ )는 인도의 배우이다.

## 참여 작품
- 화염 (영화)
- 황제
- 라지푸트
- 마하비라
- 크샤트리야
- 옴 샨티 옴